# 이징 (조선 전기)
이징(李徵, ? - ?년 10월 1일)은 조선 전기의 문신이다. 충찬위로 근무하다가 선무랑 목청전직을 역임했다. 그의 딸이 하성위 정현조의 후처가 되었는데, 종실의 부마는 재혼이 금지된 조선의 법령을 위반했다 하여 문제가 되었다. 하성부원군 정현조의 장인이고, 참지문하부사(參知門下府事) 사천백 남을진(南乙珍)은 외고조할아버지가 된다. 본관은 우계, 자는 헌부(獻夫)이다.

## 생애
소위장군 행충좌위부사정과 호군을 역임하고 사후 증 통정대부 형조참의에 추증된 이경연과, 부인인 홍문관교리 남숙문의 딸 의령남씨의 아들로 태어났으며, 생년은 미상이다. 고조부 이의는 고려 말의 문신 출신 장수로, 강계원수 재직 시 1차 요동 정벌 당시 좌군도통사 이성계의 휘하로 출정하였다. 그러나 이성계가 2차 요동 정벌에서 회군한 후 조선을 건국하자, 충신은 불사이군이라 하여 관직을 거부하고 순흥 소백산에 은거하였다. 증조부 이만은 고려 말에 문과에 급제하여 인진사, 홍로부사, 사재감 등을 거쳐 중추원부사를 지냈으나 조선 건국 후 봉렬대부 호분위경력으로 강등되었다.
할아버지 이인숙은 사정, 직장을 거쳐 중추원경력, 호분위경력을 역임하고 1433년(세종 15년) 9월 지덕천군사로 부임하였고, 최종 관직은 판사복시사에 이르렀다.
어머니는 교리를 지낸 남숙문의 딸로, 외증조부는 남근이고, 외고조할아버지는 고려말의 참지문하부사(參知門下府事) 사천백 남을진이다.
형제로는 이숭(李崇)이 있는데 이숭의 행적은 기록이 전하지 않는다. 또한 이숭의 생졸년월일, 사망원인, 묘소 역시 기록에 전하지 않는다.
그의 초기의 행적은 알려지지 않았으며 충찬위(忠贊衛)가 되었다. 성종 때 충찬위(忠贊衛)로 재직 중 그의 딸이 하성위 정현조의 후처가 되었다가, 이것이 이길원의 딸이자 이오의 누이가 반성위 박자순의 후처가 된 사건과 함께 문제가 되어 1482년(성종 13년) 5월부터 사간원과 사헌부의 탄핵, 여러 번의 논란 끝에 파직되었다. 1490년(성종 21년) 7월 7일 작첩을 돌려받았다. 이후 선무랑 목청전직(宣務郞 穆淸殿直)에 이르렀다. 이후의 행적은 자세히 전하지 않는다.
증 이조참의에 추증되었다가 다시 증 가선대부 호조참판 겸 동지의금부사에 추증되었다.

### 사후
사후 경기도 광주군 낙생면 대장리(현 경기도 성남시 분당구 대장동 산 18번지) 계좌(癸坐)에 안장되었다. 근처에는 아버지 이경연 내외의 묘소가 소재해 있었다.
2017년 6월의 성남 판교대장 도시개발사업으로 2017년 8월 경기도 성남시 분당구 대장동 산 19번지에서 강원도 원주시 부론면 단강1리 로 이장되었다. 아버지 이경연 내외의 묘소 아래에 묘가 조성되었고 그 아래에는 증손자 이감(李戡)과 풍천임씨, 예천윤씨 묘소, 4대손 이성헌 내외와 5대손 이길남 묘소, 그 아래에는 7대손 이홍관과 밀양박씨의 묘소가 조성되었다. 2017년 이장된 묘소 근처에는, 숙종대에 건립된 그의 7대손 송곡 이서우((松谷 李瑞雨)의 사당인 영정각(影幀閣)이 있다.

## 가족 관계
- 할아버지 : 이인숙(李仁淑)
- 할머니 : 해주오씨(海州吳氏), 지인천군사 오부(吳溥)의 딸, 검교좌정승 이성중의 외손녀
  - 아버지 : 이경연(李景衍, 다른 이름은 경행(景行))
  - 어머니 : 의령남씨(宜寧南氏), 홍문관교리 남숙문의 딸, 남을진의 증손녀
    - 동생 : 이숭(李崇)
- 부인 : 양천허씨(陽川許氏, ? - 1509년[4] 1월 29일), 사헌부장령, 의정부 사인 허적(許迪)의 딸
  - 장녀 : 우계이씨
  - 사위 : 정현조(鄭顯祖), 하동인, 편정공
    - 외손녀사위 : 종성령 이구

  - 차녀 : 우계이씨
  - 사위 : 이오(李晤)
  - 삼녀 : 우계이씨
  - 사위 : 조효돈(趙孝暾), 현감
  - 장남 : 이지방(李之芳, 1466년 ~ 1537년)
  - 자부 : 청송심씨(靑松沈氏), 관찰사 증영돈녕부사 망세당 심선(沈璿)의 손녀, 봉사 심안신(沈安信)의 딸
    - 손녀 : 우계이씨
    - 손자 : 이광식(李光軾, 1493년 ~ 1563년)
    - 손부 : 함안이씨(咸安李氏), 정국공신 평안도관찰사 이세응(李世應)의 딸
    - 손녀 : 우계이씨
- 부인 : ?
  - 아들 : 이지영(李之英)
  - 자부 : 성주이씨
    - 손자 : 이형손(李亨遜, 무과 군수)

- 외할아버지 : 남숙문(南叔文)

## 같이 보기
- 정현조
- 이오
- 이길상
- 박자순
- 박종우
- 정인지
- 윤원형